# National Defense Research Committee
O National Defense Research Committee (NDRC) foi uma organização criada "para coordenar, supervisionar e conduzir pesquisas científicas sobre os problemas subjacentes ao desenvolvimento, produção e uso de mecanismos e dispositivos de guerra" nos Estados Unidos a partir de 27 de junho de 1940, até 28 de junho de 1941. O NDRC financiou pesquisas em centenas de projetos diferentes em muitos locais educacionais e industriais diferentes em todo o país. A maior parte de seu trabalho foi feito com o mais estrito sigilo, e começou a pesquisa do que se tornaria uma das tecnologias mais importantes durante a Segunda Guerra Mundial, incluindo o radar e a bomba atômica (Projeto Manhattan). Foi substituído pelo Office of Scientific Research and Development (OSRD) em 1941, e reduzido a apenas uma organização consultiva até que foi finalmente encerrado em 1947.